# Ketonurija
Ketonurija je medicinsko stanje koje karakterizira prisutnost ketonskih tijela u urinu.
U fiziološkom stanju, mala količina ketonskih tijela koja nastaju u tijelu, se u potpunosti metabolizira, te nalazimo vrlo male, rutinski nemjerljive količine ketonskih tijela u urinu. Ako se zbog povećane potrošnje masnih kiselina za energetske potrebe, poveća količina stvorenih ketonskih tijela, povećat će se i njihovo izlučivanje urinom. 
Neka od stanja koja mogu uzrokovati ketonuriju:
- poremećaji metabolizma kao što su diabetes mellitus, renalna glukozurija ili glikogenoza
- posebni dijetni režimi ili poremećaji prehrane: gladovanje, dijeta bogata proteinima, anoreksija
- stanja pojačanog metabolizma: hipertireoidizam, laktacija, trudnoća